# Punta Umbría
Punta Umbría – miasto w Hiszpanii, we wspólnocie autonomicznej Andaluzja. W 2008 liczyło 14 515 mieszkańców. 20 marca 2011 roku było gospodarzem mistrzostw świata w biegach przełajowych.